# 대구한의대 포항한방병원
대구한의대학교 포항한방병원은 경상북도 포항시에 위치한다. 대구한의대학교 한의과대학 부속 한방병원이다.

## 같이 보기
- 대구한의대학교
- 한의과대학